# Eparchia di Tichoreck

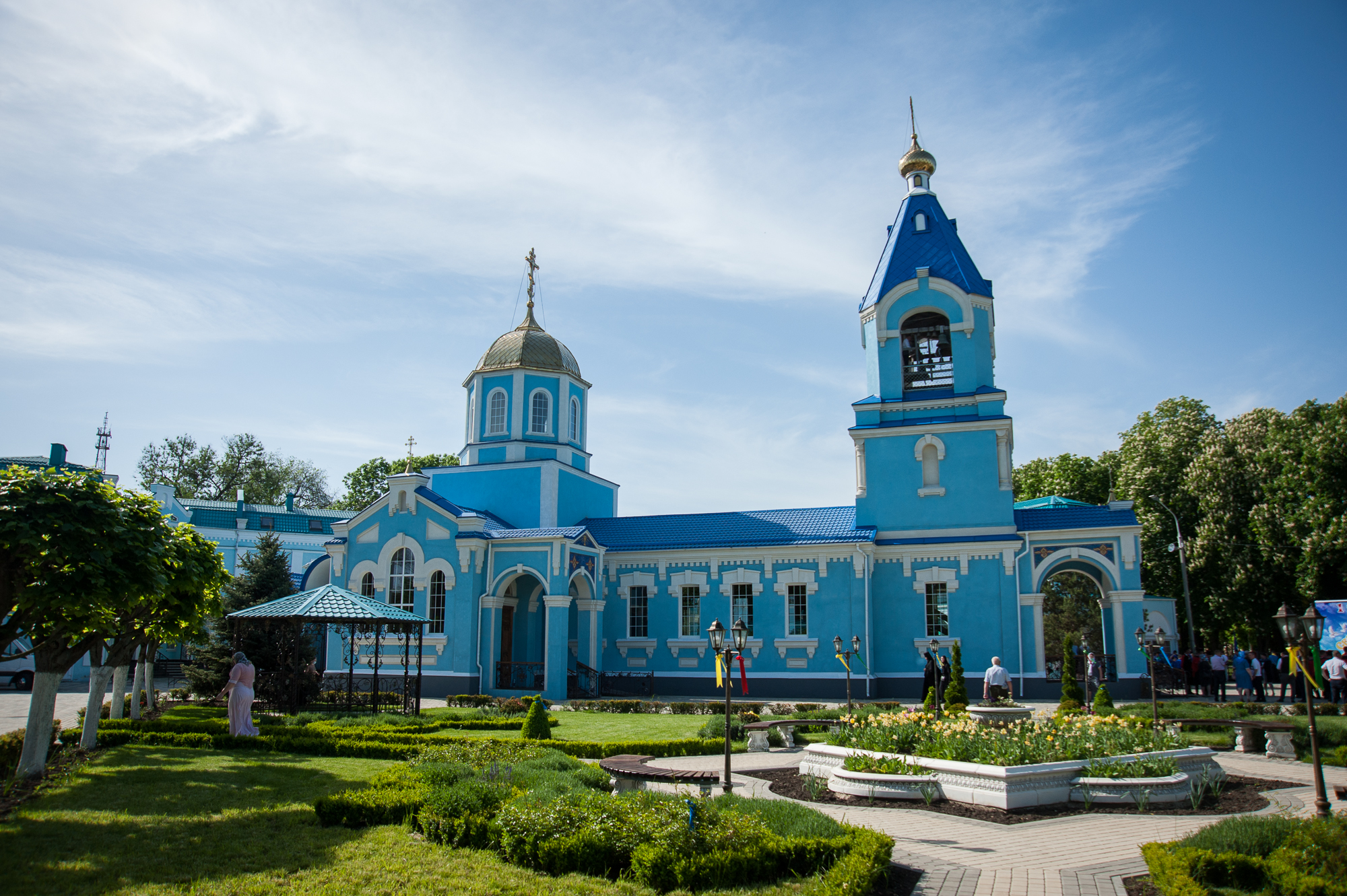
La cattedrale dell'Assunzione di Tichoreck.

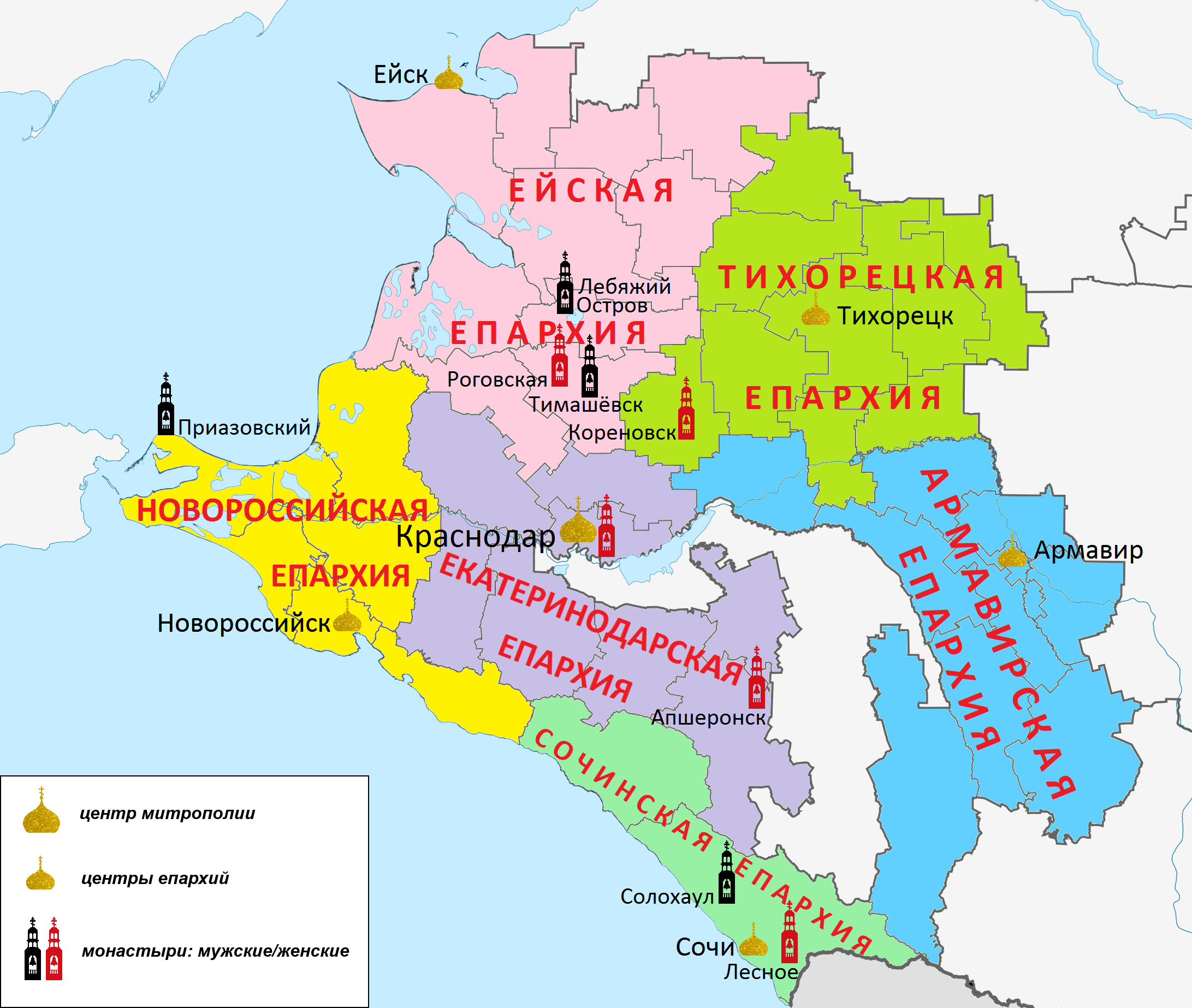
Mappa delle eparchie della metropolia del Kuban': nella parte nord-orientale, in giallo, il territorio dell'eparchia di Tichoreck.

L'eparchia di Tichoreck (in russo Тихорецкая епархия?) è una diocesi della Chiesa ortodossa russa, appartenente alla metropolia del Kuban'.

## Territorio
L'eparchia comprende i rajon Beloglinskij, Vyselkovskij, Kavkazskij, Korenovskij, Krylovskij, Novopokrovskij, Pavlovskij, Tbilisskij e Tichoreckij nel territorio di Krasnodar.
Sede eparchiale è la città di Tichoreck, dove si trova la cattedrale dell'Assunzione.
L'eparca ha il titolo ufficiale di «eparca di Tichoreck e Korenovsk».

## Storia
L'eparchia è stata eretta dal Santo Sinodo della Chiesa ortodossa russa il 12 marzo 2013, ricavandone il territorio dall'eparchia di Ekaterinodar.